# Mahencyrtus adelencyrtoides
Mahencyrtus adelencyrtoides är en stekelart som beskrevs av Basha och Hayat 2002. Mahencyrtus adelencyrtoides ingår i släktet Mahencyrtus och familjen sköldlussteklar. Inga underarter finns listade i Catalogue of Life.